# Tagavere
Tagavere är en ort i Estland. Den ligger i Orissaare kommun och landskapet Saaremaa (Ösel), i den västra delen av landet, 150 km sydväst om huvudstaden Tallinn. Tagavere ligger 22 meter över havet och antalet invånare är 137. Den ligger på ön Ösel.
Terrängen runt Tagavere är mycket platt. Runt Tagavere är det mycket glesbefolkat, med 7 invånare per kvadratkilometer. Närmaste större samhälle är Maasi, 10,9 km nordost om Tagavere. I omgivningarna runt Tagavere växer i huvudsak blandskog.